# João Batista Queiroz
João Batista Queiroz é um quadrinista e ilustrador brasileiro. Começou sua carreira trabalhando como ilustrador nas revistas do grupo La Selva. Nos anos 1950, foi responsável pelas revistas em quadrinhos de personalidades populares à época, como as duplas de palhaços Arrelia & Pimentinha e Fuzarca & Torresmo e os atores Grande Otelo e Oscarito. Nos anos 70, criou o personagem infantil Zuzuca para a publicação Álbum Infantil. Nos anos 1980, trabalhou com o gibi do grupo humorístico Os Trapalhões. Em 1988, ele ganhou o Prêmio Angelo Agostini de "mestre do quadrinho nacional", que tem como objetivo premiar artistas que tenham se dedicado aos quadrinhos brasileiros por pelo menos 25 anos.